# Edon Hasani
Edon Hasani (Scutari, 9 gennaio 1992) è un calciatore albanese, centrocampista dell'AF Elbasani.

## Carriera

### Club
Cresciuto nelle giovanili del Vllaznia, squadra con la quale ha debuttato nella massima serie del campionato albanese nel 2008.
Il 1º agosto 2012 viene acquistato a titolo definitivo dalla squadra bulgara del Liteks Loveč per 100.000 euro.

### Nazionale
Ha giocato nelle nazionali giovanili albanesi Under-17 ed Under-19.
Il 6 settembre 2012 fa il suo debutto con la nazionale albanese Under-21 nella partita valida per le qualificazioni agli Europei di categoria del 2013 contro la Moldavia.

## Statistiche

### Presenze e reti nei club
Statistiche aggiornate al 2 agosto 2020.
| Stagione        | Squadra                   | Campionato      | Campionato | Campionato | Coppe nazionali | Coppe nazionali | Coppe nazionali | Coppe continentali | Coppe continentali | Coppe continentali | Altre coppe | Altre coppe | Altre coppe | Totale | Totale |
| Stagione        | Squadra                   | Comp            | Pres       | Reti       | Comp            | Pres            | Reti            | Comp               | Pres               | Reti               | Comp        | Pres        | Reti        | Pres   | Reti   |
| --------------- | ------------------------- | --------------- | ---------- | ---------- | --------------- | --------------- | --------------- | ------------------ | ------------------ | ------------------ | ----------- | ----------- | ----------- | ------ | ------ |
| 2007-2008       | Vllaznia                  | KS              | 4          | 0          | CA              | 0               | 0               | -                  | -                  | -                  | -           | -           | -           | 4      | 0      |
| 2008-2009       | Vllaznia                  | KS              | 1          | 0          | CA              | 2               | 1               | UEL                | 0                  | 0                  | -           | -           | -           | 3      | 1      |
| 2009-2010       | Vllaznia                  | KS              | 2          | 0          | CA              | 2               | 0               | UEL                | 0                  | 0                  | -           | -           | -           | 4      | 0      |
| 2010-2011       | Vllaznia                  | KS              | 27         | 0          | CA              | 3               | 0               | -                  | -                  | -                  | -           | -           | -           | 30     | 0      |
| 2011-2012       | Vllaznia                  | KS              | 7          | 1          | CA              | 7               | 2               | UEL                | 4                  | 0                  | -           | -           | -           | 18     | 3      |
| 2012-2013       | Liteks Loveč              | A               | 10         | 0          | CB              | 0               | 0               | -                  | -                  | -                  | -           | -           | -           | 10     | 0      |
| 2013-gen. 2014  | Ceahlăul                  | L1              | 1          | 0          | CR              | 1               | 0               | -                  | -                  | -                  | -           | -           | -           | 2      | 0      |
| gen.-giu. 2014  | SSU Politehnica Timișoara | L1              | 5          | 0          | CR              | 0               | 0               | -                  | -                  | -                  | -           | -           | -           | 5      | 0      |
| 2014-2015       | Kukësi                    | KS              | 26         | 0          | CA              | 7               | 2               | UEL                | -                  | -                  | -           | -           | -           | 33     | 2      |
| 2015-2016       | Kukësi                    | KS              | 22         | 5          | CA              | 4               | 1               | UEL                | 6                  | 0                  | -           | -           | -           | 32     | 6      |
| 2016-mar. 2017  | Kukësi                    | KS              | 19         | 0          | CA              | 2               | 0               | UEL                | -                  | -                  | SA          | 1           | 0           | 22     | 0      |
| Totale Kukësi   | Totale Kukësi             | Totale Kukësi   | 67         | 5          |                 | 13              | 3               |                    | 6                  | 0                  |             | 1           | 0           | 87     | 8      |
| 2017-gen. 2018  | Vllaznia                  | KS              | 14         | 2          | CA              | 1               | 0               | -                  | -                  | -                  | -           | -           | -           | 15     | 2      |
| Totale Vllaznia | Totale Vllaznia           | Totale Vllaznia | 55         | 3          |                 | 15              | 3               |                    | 4                  | 0                  |             | -           | -           | 74     | 6      |
| gen.-giu. 2018  | Sepahan                   | PL              | 6          | 0          | CI              | 0               | 0               | AFC                | 0                  | 0                  | -           | -           | -           | 6      | 0      |
| 2018-2019       | Tirana                    | KS              | 33         | 12         | CA              | 6               | 1               | -                  | -                  | -                  | -           | -           | -           | 39     | 13     |
| 2019-2020       | Tirana                    | KS              | 25         | 7          | CA              | 7               | 1               | -                  | -                  | -                  | -           | -           | -           | 32     | 8      |
| Totale Tirana   | Totale Tirana             | Totale Tirana   | 58         | 19         |                 | 13              | 2               |                    | -                  | -                  |             | -           | -           | 71     | 21     |
| 2020-2021       | Keçiörengücü              | 1L              | 0          | 0          | CT              | 0               | 0               | -                  | -                  | -                  | -           | -           | -           | 0      | 0      |
| Totale carriera | Totale carriera           | Totale carriera | 202        | 27         |                 | 45              | 8               |                    | 10                 | 0                  |             | 1           | 0           | 258    | 35     |

### Cronologia presenze e reti in nazionale
| Cronologia completa delle presenze e delle reti in nazionale ― Albania under 21 | Cronologia completa delle presenze e delle reti in nazionale ― Albania under 21 | Cronologia completa delle presenze e delle reti in nazionale ― Albania under 21 | Cronologia completa delle presenze e delle reti in nazionale ― Albania under 21 | Cronologia completa delle presenze e delle reti in nazionale ― Albania under 21 | Cronologia completa delle presenze e delle reti in nazionale ― Albania under 21 | Cronologia completa delle presenze e delle reti in nazionale ― Albania under 21 | Cronologia completa delle presenze e delle reti in nazionale ― Albania under 21 |
| Data                                                                            | Città                                                                           | In casa                                                                         | Risultato                                                                       | Ospiti                                                                          | Competizione                                                                    | Reti                                                                            | Note                                                                            |
| ------------------------------------------------------------------------------- | ------------------------------------------------------------------------------- | ------------------------------------------------------------------------------- | ------------------------------------------------------------------------------- | ------------------------------------------------------------------------------- | ------------------------------------------------------------------------------- | ------------------------------------------------------------------------------- | ------------------------------------------------------------------------------- |
| 6-9-2012                                                                        | Moldavia                                                                        | Moldavia under 21                                                               | 2 – 1                                                                           | Albania under 21                                                                | Qual. Europeo Under-21 2013                                                     | -                                                                               | 46’                                                                             |
| 14-8-2013                                                                       | Valona                                                                          | Albania under 21                                                                | 0 – 1                                                                           | Austria under 21                                                                | Qual. Europeo Under-21 2015                                                     | -                                                                               | 46’                                                                             |
| 9-9-2013                                                                        | Girona                                                                          | Spagna under 21                                                                 | 4 – 0                                                                           | Albania under 21                                                                | Qual. Europeo Under-21 2015                                                     | -                                                                               | 36’                                                                             |
| Totale                                                                          |                                                                                 | Presenze                                                                        | 3                                                                               |                                                                                 | Reti                                                                            | 0                                                                               |                                                                                 |

## Palmarès

### Club

#### Competizioni nazionali
- Campionato albanese: 1

Tirana: 2019-2020
- Coppa d'Albania: 2

Vllaznia: 2007-2008
Kukësi: 2015-2016
- Supercoppa d'Albania: 1

Kukësi: 2016
- Kategoria e Parë: 1

Elbasani: 2023-2024